# Лота, Деннис
Деннис Лота (8 ноября 1973, Китве-Нкана — 4 февраля 2014, Йоханнесбург) — замбийский футболист, который играл на позиции нападающего. В 1995—2002 годах он играл в сборной Замбии. Он был братом Чарльза Лоты, также выступавшего за сборную.

## Клубная карьера
Футбольная карьера Лоты началась в клубе «Занако». В 1989 году он дебютировал в премьер-лиге Замбии. В 1991 году он перешёл в «Нчанга Рейнджерс», где играл в течение двух лет. В дальнейшем в 1993/94 сезоне он был игроком «Кабве Уорриорз», а в 1995/96 представлял «Конкола Блэйдз».
В 1996 году Лота покинул свою родину и перешёл в клуб чемпионата Южной Африки, «Мпумаланга Блэк Эйсиз». В 1997 году он стал игроком «Сьона», за который в сезоне 1997/98 забил 14 голов в первом дивизионе Швейцарии. В потребовавшем переигровки матче Кубка УЕФА 1997/98 с московским «Спартаком» (2:2) провёл оба мяча своей команды. В 1998 году Лота вернулся в ЮАР и до 2002 года играл за «Орландо Пайретс». В 2001 году он выиграл с «Орландо» чемпионат Южной Африки.
В сезоне 2002/03 Лота играл в «Эсперанс Тунис». В том сезоне он стал чемпионом страны. В 2003 году он отправился в «Денжерес Даркис» и в последующие годы продолжал играть в Южной Африке. Он играл поочерёдно за «Морока Свэллоуз» (2004—2006), «Рудепорт» (2006), «АмаЗулу» (2007) и «Мпумаланга Блэк Эйсиз» (2008—2009), где и закончил свою карьеру.

## Национальная сборная
В сборной Замбии Лота дебютировал в 1995 году. За свою карьеру он выступил на четырёх розыгрышах Кубка африканских наций.
В 1996 году Замбия заняла третье место в Кубке африканских наций. Он был игроком основы Замбии и сыграл 6 матчей: против Алжира (0:0), Буркина-Фасо (5:1, забил гол), Сьерра-Леоне (4:0), в четвертьфинале против Египта (3:1, забил гол), в полуфинале против Туниса (2:4, забил гол) и в матче за третье место против Ганы (1:0).
В 1998 году Лота сыграл три матча на Кубке африканских наций: против Марокко (1:1), Египта (0:4) и Мозамбика (3:1).
В 2000 году Лота сыграл на своём третьем в карьере Кубке африканских наций. Он провёл три матча: против Египта (0:2), Буркина-Фасо (1:1, забил гол) и Сенегала (2:2).
В 2002 году Лота снова был вызван на Кубок африканских наций. Он сыграл на нём в 2 матчах: с Тунисом (0:0) и Египтом (1:2). В сборной он играл до 2003 года.

## Смерть
4 февраля 2014 года Лота умер в Йоханнесбурге от малярии.